# رودلف اتو
رودلف اتو (آلمانی: Rudolf Otto؛ ۲۵ سپتامبر ۱۸۶۹ – ۶ مارس ۱۹۳۷) فیلسوف و الهی‌دان ِآلمانی بود که کتابی با نام امر قدسی نوشت و در آن به تمایزات میان عقل و ایمان پرداخته است. اتو در این کتاب پیدایش دین را بر پایه مواجهه روح و جان آدمی با امر قدسی در نظر میگیرد.این کتاب در نوع خودش منحصر بفرد است. کتاب "مفهوم امر قدسی" (Das Heilige به آلمانی و The Idea of the Holy به انگلیسی) برای اولین بار به کوشش  همایون همتی به زبان فارسی ترجمه و برگردانده شده و در سال 1380 توسط انتشارات نقش جهان به چاپ رسیده است.